# Marietta (Vorname)
Marietta ist ein weiblicher Vorname.

## Herkunft und Bedeutung
→ Hauptartikel: Maria
Bei Marietta handelt es sich um einen aus dem Italienischen stammenden Diminutiv des Namens Maria. Möglicherweise entstand die Form aus dem französischen Diminutiv Mariette.

## Verbreitung

### International
Der Name Marietta ist vor allem in Armenien verbreitet. Darüber hinaus findet er in der Schweiz, Griechenland, Belgien, Österreich, Ungarn und Italien Verwendung.
In der Schreibweise Marieta ist der Name insbesondere in Armenien und Bulgarien, aber auch in Spanien, den Niederlanden und Portugal geläufig. In Brasilien war der Name insbesondere in den 1930er und 1940er Jahren beliebt, heute wird er nur noch selten vergeben.

### Deutschland
In Deutschland war Marietta noch nie ein sehr populärer Vorname. Auch heute wird er ausgesprochen selten vergeben.

## Varianten
- Bulgarisch: Мариета Marieta
- Französisch: Mariette
- Griechisch: Μαριέττα Mariétta
- Kroatisch: Marijeta
- Lettisch: Marieta
- Niederländisch: Marieta, Mariëtta, Mariëtte
  - Afrikaans: Marieta, Marietjie
- Polnisch: Marieta
- Portugiesisch: Marieta
- Slowenisch: Marieta
- Spanisch: Marieta
- Rumänisch: Marieta

Für weitere Varianten: siehe Maria #Varianten

## Namenstag
Der katholische Namenstag wird nach der heiligen Maria Goretti am 6. Juli gefeiert.

## Namensträgerinnen

### Marietta
- Marietta Alboni (1826–1894), italienische Opernsängerin
- Marietta Auer (* 1972), deutsche Rechtswissenschaftlerin und Professorin
- Marietta Blau (1894–1970), österreichische Physikerin
- Marietta Boiko (* 1935), sowjetische und russische Literatur- und Kulturwissenschaftlerin
- Marietta Böning (* 1971), deutsche Autorin
- Marietta Brambilla (1807–1875), italienische Opernsängerin und Gesangspädagogin
- Marietta Canty (1905–1986), US-amerikanische Schauspielerin und Aktivistin
- Marietta Giannakou (1951–2022), griechische Politikerin
- Marietta Gullotti (* 1931), Schweizer Malerin
- Marietta Himmelbaur (1858–1934), kroatisch-österreichische Pädagogin und Schulgründerin
- Marietta Horster (* 1961), deutsche Althistorikerin
- Marietta Jeschke (* 1945), deutsche Malerin, Grafikerin, Bildhauerin und Objektkünstlerin
- Marietta Johnson (1864–1938), US-amerikanische Reformpädagogin
- Marietta Kies (1853–1899), US-amerikanische Philosophin und Pädagogin
- Marietta Marcolini (≈1780–1855), italienische Schauspielerin und Opernsängerin
- Marietta Meade (* 1956), belgisch-US-amerikanische Schauspielerin, Synchronsprecherin, Übersetzerin und Autorin
- Marietta Meguid (* 1965), deutsche Schauspielerin
- Marietta Merck  (1895–1992), deutsche Malerin und Bildhauerin
- Marietta Millner (1894–1929), österreichische Stummfilmschauspielerin
- Marietta di Monaco, eigentlich Marietta Kirndörfer (1893–1981), deutsche Kabarettistin
- Marietta Olly (1873–1946), österreichische Tänzerin sowie Theater- und Filmschauspielerin
- Marietta Peyfuss (1868–1945), österreichische Malerin, Grafikerin, Holzschneiderin und Kunstgewerblerin
- Marietta Piekenbrock (* 1964), deutsche Kuratorin, Dramaturgin, Autorin und Kulturmanagerin
- Marietta de Pourbaix-Lundin (* 1951), schwedische Politikerin
- Marietta Robusti (≈1554/55–1590), venezianische Malerin
- Marietta Schaginjan (1888–1982), sowjetische Schriftstellerin armenischer Abstammung
- Marietta Slomka (* 1969), deutsche Journalistin und Fernsehmoderatorin
- Marietta Stow (1830/37–1902), US-amerikanische Politikerin und Frauenrechtlerin
- Marietta Tschudakowa (1937–2021), sowjetisch-russische Literaturwissenschaftlerin und Hochschullehrerin
- Marietta Uhden (1968–2014), deutsche Sportkletterin
- Marietta Waters, US-amerikanische Sängerin
- Marietta Weber (1887–1937), Schweizer Schauspielerin
- Marietta Zumbült, deutsche Opernsängerin

### Marieta
- Marieta Ilcu (1962), rumänische Leichtathletin